# Belfius Classics
« Axion Classics » redirige ici. Pour les autres significations, voir Axion (homonymie).
Le concours national de musique et des arts de la parole Belfius Classics est un concours destiné aux élèves des académies communales belges qui suivent un enseignement secondaire artistique à horaire réduit.

## Historique
Créé par le Crédit communal de Belgique en 1965, le concours s'appelait alors Pro Civitate (pour la cité) et se limitait au piano, au violon et au chant. Au fil des ans, il s'appela Concours national de musique, puis Concours national de musique et des arts de la parole, Axion Classics (en référence aux services de la banque destinés aux jeunes), Dexia Classics et depuis 2012, Belfius Classics. Le nombre de disciplines musicales et des arts de la parole s’est étendu au fil du temps, pour finir par englober, depuis 1999, « toute discipline, en musique et en art de la parole, enseignée dans au moins deux académies du pays ». Depuis 2004 s’est ajoutée la créativité musicale ou littéraire. Dernière réforme importante, en 2012 le concours n’a plus imposé de limites d’âge : les académies ne les impose pas non plus.
Depuis 1965, près de 3.000 lauréats ont été couronnés par le concours.
Après 50 années, Il fut organisé pour la dernière fois, en 2015.

## Déroulement
Les élèves des académies peuvent se porter candidats chaque année. Une présélection est d'abord organisée dans six académies du pays. Les candidats,,,,, sélectionnés par le jury accèdent à la finale à Bruxelles. Le jury est constitué de personnes occupées à titre professionnel par la musique ou les arts de la parole, ou de professeurs d'académies de musique. Un lauréat qui atteint lors de la finale au moins 90 % des points, obtient un premier prix ; un lauréat obtenant 80 % des points, reçoit un second prix. Tous les autres lauréats se voient décerner un certificat de finaliste.
Au premier trimestre de l’année qui suit le concours, une grande fête est organisée à La Monnaie à Bruxelles. Tous les lauréats ayant obtenu un premier prix sont invités à se produire devant le public en une trentaine de mini-récitals. Les trois lauréats qui, au travers de toutes les épreuves, ont obtenu les plus hautes notes, ont ensuite l'opportunité de se produire avec un orchestre. Lors de l'édition de 2013, 161 élèves de 80 académies s'étaient inscrits : 59 obtinrent un second prix et 38 un premier prix.

## Lauréats
Au palmarès figurent quelques grands noms, notamment (par ordre alphabétique) : 
- Manu Comté, accordéoniste fondateur de l’ensemble Soledad[10] ;
- Greta De Reyghere ;
- Anne-Catherine Gillet, soprano particulièrement prisée dans les grands opéras ;
- les frères Kolacny, pianistes de renom et chefs d’orchestre de la chorale féminine ;
- Anneleen Lenaerts, première harpiste à l’Orchestre philharmonique de Vienne ;
- Emmanuel Pahud, soliste et flûtiste soliste de renommée mondiale à l’Orchestre philharmonique de Berlin ;
- Vincent Gailly, accordéoniste ;
- Flor Peeters, organiste belge, compositeur et éducateur musical ;
- Carl Verbraeken, pianiste, président de l’Union des compositeurs belges ;
- Peter Verhoyen, flûtiste et joueur de piccolo.